# Ismail Mustafá al-Falaki
Ismail Mustafá, Ismail Efendi Mustafá,Ismail Bey Mustaphá, Ismail Mustafá al-Falaki o Ismail Bajá al-Falaki (1825 - 27 de julio de 1901) fue un astrónomo y matemático egipcio. Los tratamientos de efendi, bey y bajá correspondían a los diferentes rangos que alcanzó en su carrera. El calificativo de "al-Falaki" que se añadió a su nombre significa literalmente "el astrónomo".

## Semblanza
Ismail Mustafá nació en El Cairo en una familia de origen turco, y fue educado en París, Francia.
La astronomía egipcia tiene raíces antiguas que fueron recuperadas en el siglo XIX por el impulso modernista de Mehmet Alí, quien fundó en Sabtieh, distrito de Bulaq en El Cairo, un observatorio que deseaba mantener en armonía con el progreso de esta ciencia aún en curso. El personal de este establecimiento fue reclutado entre los mejores estudiantes de la École polytechnique de Boulaq, dirigida por el ingeniero francés Charles Joseph Lambert. Así, Ismail Mustafá ingresó en el observatorio después de completar sus estudios técnicos.
Charles Joseph Lambert, queriendo dar un mayor impulso al movimiento intelectual que germinaba en el país y responder a las aspiraciones del virrey Abbás I, obtuvo fácilmente la aquiescencia del soberano para el envío a Europa, en 1850, de tres jóvenes ingenieros elegidos entre los mejores graduados de la Escuela Politécnica de Bulaq. Mahmoud Hamdi (Mahmoud Pasha al-Falaki), Ismail Mustafá y Hussein Ibrahim fueron designados para completar sus estudios en Francia.
Mahmoud e Ismail se dedicaron al estudio profundo de la astronomía, y por su erudición el favor público les otorgó para siempre el título de al-Falaki (el astrónomo).
Después de completar sus estudios prácticos y teóricos, Ismail Mustafá tenía la misión especial de ocuparse de la construcción de instrumentos astronómicos, con el fin de poder asegurar, en el futuro, el perfecto funcionamiento y la posible reparación de los aparatos del observatorio egipcio. Para ello, se dedicó durante un año entero al estudio de la construcción y reparación de instrumentos de precisión en los talleres de Brunner en París.
En 1858, se creó una Comisión Técnica para continuar, adoptando los procedimientos instituidos en Europa, el trabajo del catastro, inaugurado por medio de la Kassaba, bajo Mehmet Alí. Esta Comisión sugirió al virrey Mehmet Said la idea de construir aparatos geodésicos, que se encargaron en Francia.
Mientras Mahmud al-Falaki se encargaba, en Egipto, de la dirección de los trabajos del mapa general, el virrey encomendó a Ismail el estudio, en Europa, de los aparatos de precisión calibrados con el metro (ya construidos por Jean Brunner en París) destinados a medir las bases geodésicas. Ismail Mustafá tenía la misión de realizar los experimentos necesarios para determinar los coeficientes de dilatación de las dos reglas de platino y latón, y de comparar el patrón egipcio con un patrón conocido. El patrón español diseñado por Carlos Ibáñez de Ibero y Frutos Saavedra Meneses fue el elegido para este fin, ya que había servido de modelo para la construcción del patrón egipcio. Además, el patrón español había sido comparado con la doble toesa n.º 1 de Borda, que sirvió de módulo de comparación para la medición de todas las bases geodésicas de Francia.
A su regreso a Egipto, tras 14 años de estancia en Europa, el jedive Ismail Pachá, teniendo en cuenta el sabio consejo sugerido por el astrónomo Urbain Le Verrier a su predecesor de situar al Observatorio de Boulaq al mismo nivel que los establecimientos similares en Europa, le encargó que estableciera un nuevo observatorio, que se estableció en 1868 en Abbassia, y que posteriormente se trasladaría a Helwan, en 1903. Ismail Mustafá al-Falaki se hizo cargo del Observatorio de Abbassia, que se convirtió en el Observatorio de Khedival.
En 1873 fue delegado al Congreso Estadístico Internacional de Moscú, donde el Zar le confirió el rango de Comandante de la Orden de Santa Ana.
En 1883 fue nombrado director de la École polytechnique. También fue nombrado director de la Escuela de Agrimensura, que él mismo fundó. Enseñó cosmografía, geodesia y astronomía en la Academia Militar y en las dos escuelas que dirigió.
Fue autor de libros en árabe, entre ellos un tratado elemental de astronomía y el primer volumen de una obra de larga vigencia sobre el mismo tema y la geodesia. Se jubiló en 1886. Hasta su muerte publicó almanaques árabes y calendarios europeos en nombre del estado egipcio.
En 1899, se le confirió la insignia de Gran Oficial de la Orden Imperial de Medjidie.

## Legado
Egipto fue, después de los Estados Unidos y de España en Europa, el primer país de África en utilizar un patrón geodésico calibrado con el metro. La historia del metro revela que luego fue elegido como unidad científica internacional de longitud a partir de la Medición del Arco de Meridiano Europeo, semilla de lo se convertiría en la Asociación Internacional de Geodesia. La idea para la creación de esta asociación partió de Johann Jacob Baeyer, con ocasión de los trabajos para la medición del Arco Geodésico de Struve.
En 1954 se realizó la conexión de la extensión sur del arco de Struve con un arco que discurre hacia el norte desde Sudáfrica a través de Egipto, lo que simbólicamente supuso el retorno de la medición de un arco de meridiano a la tierra donde Eratóstenes había fundado la geodesia.